# Fernando Cuenca (Fußballspieler)
Fernando Cuenca (* 1939; † 18. März 2015 in Mexiko-Stadt), auch bekannt unter dem Spitznamen El Perro (Der Hund), war ein mexikanischer Fußballspieler auf der Position eines Außenstürmers.

## Laufbahn

### Vereine
Cuenca stieß 1958 zum Club América, in dessen Reservemannschaften er seine Laufbahn begann. Zur Saison 1959/60 gelang ihm der Sprung in die erste Mannschaft. Während seiner gesamten Profikarriere spielte er ausschließlich für die Americanistas, mit denen er je zweimal die mexikanische Fußballmeisterschaft und den Pokalwettbewerb gewann.

### Nationalmannschaft
Sein Debüt für die mexikanische Nationalmannschaft bestritt Cuenca  in einem am 28. März 1963 ausgetragenen Spiel um den in diesem Jahr erstmals ausgetragenen CONCACAF Gold Cup gegen Jamaika, das 8:0 gewonnen wurde und in dem „El Perro“ sein erstes und einziges Länderspieltor (zum Zwischenstand von 5:0 in der 49. Minute) erzielte. Seine beiden weiteren Länderspiele bestritt er zwei Tage später gegen Costa Rica (0:0) sowie am 19. März 1967 gegen Honduras (1:0).

## Erfolge
- Mexikanischer Meister: 1966, 1971
- Mexikanischer Pokalsieger: 1964, 1965